# Biskopsböle, Vanda stad
Biskopsböle (finska: Piispankylä) är en stadsdel i Vanda stad i landskapet Nyland. 
I öster gränsar Biskopsböle till Vanda å, i söder till Ring III och i väster till Tavastehusleden. Grannstadsdelar är Kvarnbacka, Käinby, Kivistö och  Lappböle, samt Vinikby på östra sidan Vanda å. 
De östra delarna av stadsdelen består av odlingsmark, varav en stor del hör till Vanda ådals skyddsområde som klassats som ett nationellt viktigt landskap. I väster är Biskopsböle mera skogbeklädd, ovanför ådalen. 
I södra Biskopsböle finns ett höghusområde som heter Vandaparken. Området byggdes främst på 1960- och 1970-talen. Runt omkring finns radhus. Vandaparken skulle bli mycket större än vad höghusområdet är i dag och man planerade centrumet Norra Vanda längs med en förlängning av Mårtensdalsbanan, planer som aldrig förverkligats. På 1980-talet byggdes egnahemshus kring Gamla Nurmijärvivägen. 
Det bor cirka 800 invånare i Biskopsböle (2023) och antalet äldre ökar. Som mest bodde det närmare 1 600 människor i stadsdelen på 1970-talet då Vandaparken var ny. Vandaparkens köpcentrum fungerar som områdets hjärta och erbjuder service också för invånarna i närbelägna stadsdelar. 
Det finns två industriområden i Biskopsböle: Åby industriområde vid Gamla Nurmijärvivägen och det nyare Biskopsböle industriområde från 1980-talet öster om Gamla Tavastehusvägen. 